# Gare de Shido
La gare de Shido (志度駅, Shido-eki) est une gare ferroviaire de la ville de Sanuki, dans la préfecture de Kagawa au Japon. La gare est gérée par la JR Shikoku.

## Situation ferroviaire
La gare de Shido est située au point kilométrique (PK) 16,3 de la ligne Kōtoku.

## Histoire
La gare de Shido est inaugurée le 1er août 1925.

## Service des voyageurs

### Accès et accueil
La gare dispose d'un bâtiment voyageurs, avec guichets, ouvert tous les jours.

### Desserte
- Ligne Kōtoku :
  - voies 1 à 3 : direction Tokushima ou Takamatsu

### Intermodalité
La gare de Kotoden-Shido, terminus de la ligne Shido de la compagnie Kotoden, est située au nord de la gare. 